# Roberto Tucci

Kardinalswappen

Roberto Kardinal Tucci SJ (* 19. April 1921 in Neapel, Italien; † 14. April 2015 in Rom) war ein Kardinal der römisch-katholischen Kirche.

## Leben
Roberto Tucci trat nach seiner Schulzeit in den Jesuitenorden ein und empfing nach Abschluss seiner theologischen und philosophischen Studien im Jahre 1950 das Sakrament der Priesterweihe. Nach weiteren Studien promovierte er in Neapel zum Doktor der Philosophie und in Rom zum Doktor der Theologie.
Nach einigen Jahren in der Seelsorge wurde er von 1959 bis 1973 Redakteur und Herausgeber der Zeitschrift La Civiltà Cattolica und nahm als Experte am Zweiten Vatikanischen Konzil teil. Als Spezialist für Katholische Soziallehre wirkte er als Berater des Päpstlichen Rates für Soziale Fragen. Von 1961 bis 1982 war er Stellvertretender Präsident der Katholischen Italienischen Pressevereinigung, in den Jahren 1967 bis 1969 wirkte er als Generalsekretär der italienischen Provinz des Jesuitenordens.
1973 ernannte ihn Papst Paul VI. zum Geschäftsführer von Radio Vatikan. Seit 1982 trug Roberto Tucci als Päpstlicher Reisemarschall die Verantwortung für die Organisation und Durchführung aller Auslandsreisen des Papstes.
Nachdem Papst Johannes Paul II. den fast Achtzigjährigen von der kanonischen Pflicht zur Bischofsweihe für Kardinäle dispensiert hatte, nahm er ihn am 21. Februar 2001 als Kardinaldiakon mit der Titeldiakonie Sant’Ignazio di Loyola in Campo Marzio, von der er am 11. Juni 2001 Besitz ergriff, in das Kardinalskollegium auf. Am 21. Februar 2011 wurde er unter Beibehaltung seiner pro illa vice zur Titelkirche erklärten Titeldiakonie zum Kardinalpriester erhoben.